# سان برتلمه د پینارس
سان برتلمه د پینارس دهستانی در استان آبیلای اسپانیا است.
در این دهستان ۷۲۴ نفر زندگی می‌کنند. مساحت این دهستان ۷۴٫۳۴ کیلومتر مربع است.